# Hannoverscher Sportverein von 1896 1991-1992
Questa voce raccoglie le informazioni riguardanti l'Hannoverscher Sportverein von 1896 nelle competizioni ufficiali della stagione 1991-1992.

## Stagione
Nella stagione 1991-1992 l'Hannover, allenato da Michael Lorkowski, concluse il campionato di 2. Bundesliga al 2º posto. In Coppa di Germania l'Hannover vinse la finale con il Borussia M'gladbach.

## Rosa
| N. |                      | Ruolo | Calciatore         |
| -- | -------------------- | ----- | ------------------ |
|    | Germania (bandiera)  | P     | Jörg Sievers       |
|    | Germania (bandiera)  | D     | Axel Bernd         |
|    | Germania (bandiera)  | D     | Meik Ehlert        |
|    | Germania (bandiera)  | D     | Bernd Heemsoth     |
|    | Germania (bandiera)  | D     | Jörg-Uwe Klütz     |
|    | Germania (bandiera)  | D     | Mathias Kuhlmey    |
|    | Danimarca (bandiera) | D     | Michael Schjønberg |
|    | Germania (bandiera)  | D     | Axel Sundermann    |
|    | Polonia (bandiera)   | D     | Roman Wójcicki     |
|    | Germania (bandiera)  | C     | Christof Babatz    |
|    | Germania (bandiera)  | C     | Oliver Freund      |
|    | Germania (bandiera)  | C     | Jens Friedemann    |

| N. |                                 | Ruolo | Calciatore          |
| -- | ------------------------------- | ----- | ------------------- |
|    | Germania (bandiera)             | C     | Martin Groth        |
|    | Germania (bandiera)             | C     | Michael Koch        |
|    | Germania (bandiera)             | C     | Jörg Kretzschmar    |
|    | Germania (bandiera)             | C     | André Sirocks       |
|    | Germania (bandiera)             | C     | Karsten Surmann     |
|    | Bosnia ed Erzegovina (bandiera) | A     | Sergej Barbarez     |
|    | Germania (bandiera)             | A     | André Breitenreiter |
|    | Serbia (bandiera)               | A     | Milos Đelmaš        |
|    | Germania (bandiera)             | A     | Patrick Grün        |
|    | Germania (bandiera)             | A     | Uwe Jursch          |
|    | Germania (bandiera)             | A     | Waldemar Steubing   |
|    | Germania (bandiera)             | A     | Niclas Weiland      |

## Organigramma societario
Area tecnica
- Allenatore: Michael Lorkowski
- Allenatore in seconda:
- Preparatore dei portieri:
- Preparatori atletici:

## Calciomercato

### Sessione estiva
| Acquisti | Acquisti            | Acquisti               | Acquisti |
| R.       | Nome                | da                     | Modalità |
| -------- | ------------------- | ---------------------- | -------- |
| A        | André Breitenreiter | Hannover 96 (juniores) |          |
| A        | Milos Đelmaš        | Nizza                  |          |
| D        | Meik Ehlert         | SC Condor Amburgo      |          |
| C        | Oliver Freund       | Werder Brema           |          |
| A        | Uwe Jursch          | Osnabrück              |          |
| C        | Michael Koch        | Amburgo                |          |
| C        | André Sirocks       | Union Berlino          |          |
| A        | Waldemar Steubing   | St. Pauli              |          |

| Cessioni | Cessioni      | Cessioni    | Cessioni |
| R.       | Nome          | a           | Modalità |
| -------- | ------------- | ----------- | -------- |
| C        | Hakan Biçici  | TuS Celle   |          |
| A        | Uwe Eckel     | Amburgo     |          |
| A        | Jochen Heisig | Monaco 1860 |          |
| D        | Nabil Maâloul | Espérance   |          |

### Sessione invernale
| Acquisti | Acquisti        | Acquisti     | Acquisti |
| R.       | Nome            | da           | Modalità |
| -------- | --------------- | ------------ | -------- |
| A        | Sergej Barbarez | Velež Mostar |          |

| Cessioni | Cessioni | Cessioni | Cessioni |
| R.       | Nome     | a        | Modalità |
| -------- | -------- | -------- | -------- |

## Risultati

### 2. Bundesliga

#### Girone di andata
| Arbitro: | Strigel |

|             |           |              |
| Paßlack 81’ | Marcatori | 13’ Wójcicki |

| Arbitro: | Fux |

|                             |           |             |
| Kretzschmar 34’ Weiland 87’ | Marcatori | 89’ Wollitz |

| Arbitro: | Schäfer |

|            |           |              |
| Deffke 46’ | Marcatori | 73’ Steubing |

| Arbitro: | Fleske |

|                               |           |  |
| Surmann 66’ Breitenreiter 88’ | Marcatori |  |

| Arbitro: | Bußhardt |

|                                         |           |                       |
| Wawrzyniak 34’ Drulák 47’ Steinbach 90’ | Marcatori | 23’ Surmann 82’ Groth |

| Arbitro: | Kiefer |

|                               |           |  |
| Beeck 23’ Voß 55’ Grether 70’ | Marcatori |  |

| Arbitro: | Best |

|          |           |  |
| Groth 6’ | Marcatori |  |

| Arbitro: | Wittke |

|                    |           |              |
| van der Pütten 17’ | Marcatori | 82’ Wójcicki |

| Arbitro: | Gläser |

|                         |           |                       |
| Grün 26’ Friedemann 88’ | Marcatori | 28’ Lünsmann 41’ Rath |

| Arbitro: | Richmann |

|           |           |                               |
| Holze 54’ | Marcatori | 56’, 70’ Friedemann 73’ Groth |

| Arbitro: | Ziller |

|  |           |                |
|  | Marcatori | 18’ Neuschäfer |

#### Girone di ritorno
| Arbitro: | Birlenbach |

|             |           |                             |
| Surmann 87’ | Marcatori | 67’, 82’ Laeßig 90’ Timofte |

| Arbitro: | Mölm |

|  |           |          |
|  | Marcatori | 70’ Grün |

| Arbitro: | Frey |

|                        |           |  |
| Jursch 39’ Weiland 70’ | Marcatori |  |

| Remscheid 27 ottobre 1991, ore 15:00 CET 15ª giornata | Remscheid | 0 – 0 referto | Hannover 96 | Röntgen-Stadion (3 000 spett.)\| Arbitro: \| Lehnardt \| |
| Arbitro:                                              | Lehnardt  |               |             |                                                          |

| Arbitro: | Weise |

|              |           |                       |
| Grün 7’, 39’ | Marcatori | 23’ Rusayev 43’ Palma |

| Arbitro: | Kentsch |

|            |           |  |
| Jursch 23’ | Marcatori |  |

| Amburgo 15 novembre 1991, ore 19:00 CET 18ª giornata | St. Pauli | 0 – 0 referto | Hannover 96 | Millerntor-Stadion (18 600 spett.)\| Arbitro: \| Brückner \| |
| Arbitro:                                             | Brückner  |               |             |                                                              |

| Arbitro: | Kuhne |

|             |           |                  |
| Wójcicki 4’ | Marcatori | 36’ Dragutinovic |

| Arbitro: | Rubel |

|  |           |           |
|  | Marcatori | 74’ Klütz |

| Arbitro: | Pohlmann |

|                    |           |            |
| Surmann 84’ (rig.) | Marcatori | 64’ Probst |

| Colonia 15 dicembre 1991, ore 15:00 CET 22ª giornata | Fortuna Colonia | 0 – 0 referto | Hannover 96 | Südstadion (800 spett.)\| Arbitro: \| Schäfer \| |
| Arbitro:                                             | Schäfer         |               |             |                                                  |

### 2. Bundesliga

#### Girone di andata
| Arbitro: | Kiefer |

|                                    |           |  |
| Marell 17’ Bujan 57’ Heuermann 71’ | Marcatori |  |

| Arbitro: | Kuhne |

|                |           |               |
| Sundermann 34’ | Marcatori | 42’ Steinbach |

| Arbitro: | Kuhne |

|               |           |  |
| Bittengel 75’ | Marcatori |  |

| Arbitro: | Leimert |

|  |           |                         |
|  | Marcatori | 63’ Klütz 73’, 84’ Koch |

| Arbitro: | Schmidt |

|                            |           |           |
| Freund 66’ Kretzschmar 69’ | Marcatori | 30’ Iliev |

| Arbitro: | Brandt-Chollé |

|                     |           |           |
| Wójcicki 57’ (rig.) | Marcatori | 50’ Menke |

| Arbitro: | Jansen |

|                                      |           |  |
| Claaßen 2’, 21’ Drulák 57’, 72’, 85’ | Marcatori |  |

| Arbitro: | Jansen |

|                     |           |            |
| Wójcicki 88’ (rig.) | Marcatori | 84’ Laeßig |

| Arbitro: | Wippermann |

|  |           |                       |
|  | Marcatori | 78’ Sailer 89’ Ottens |

| Arbitro: | Wittke |

|               |           |          |
| Kretschmer 3’ | Marcatori | 59’ Koch |

### Coppa di Germania
| Arbitro: | Fleske |

|  |           |                                                                      |
|  | Marcatori | 39’ Wójcicki 41’, 69’, 77’ Groth 56’, 67’ Kretzschmar 72’ Sundermann |

| Arbitro: | Fux |

|                               |           |                                      |
| Bonan 15’ Wójcicki 38’ (aut.) | Marcatori | 18’ Steubing 30’ Weiland 35’ Surmann |

| Arbitro: | Schmidt |

|                           |           |                                      |
| Schmidt 20’ Chapuisat 28’ | Marcatori | 71’ Grün 82’ Breitenreiter 89’ Klütz |

| Arbitro: | Krug |

|          |           |  |
| Grün 38’ | Marcatori |  |

| Arbitro: | Löwer |

|            |           |  |
| Kuhlmey 1’ | Marcatori |  |

| Arbitro: | Habermann |

|                                                           |                      |                                               |
| Koch 95’                                                  | Marcatori            | 97’ Bratseth                                  |
| Đelmaš Surmann Wójcicki Sirocks Freund Schjønberg Sievers | Tiri di rigore 6 – 5 | Kohn Rufer Bratseth Legat Borowka Wolter Bode |

| Arbitro: | Heynemann |

|                                               |                      |                                       |
| Đelmaš Wójcicki Freund Kretzschmar Schjønberg | Tiri di rigore 4 – 3 | Kastenmaier Criens Pflipsen Fach Neun |

## Statistiche

### Statistiche di squadra
| Competizione      | Punti | In casa | In casa | In casa | In casa | In casa | In casa | In trasferta | In trasferta | In trasferta | In trasferta | In trasferta | In trasferta | Totale | Totale | Totale | Totale | Totale | Totale | DR  |
| Competizione      | Punti | G       | V       | N       | P       | Gf      | Gs      | G            | V            | N            | P            | Gf           | Gs           | G      | V      | N      | P      | Gf     | Gs     | DR  |
| ----------------- | ----- | ------- | ------- | ------- | ------- | ------- | ------- | ------------ | ------------ | ------------ | ------------ | ------------ | ------------ | ------ | ------ | ------ | ------ | ------ | ------ | --- |
| 2. Bundesliga     | 26    | 11      | 5       | 4       | 2       | 15      | 11      | 11           | 3            | 6            | 2            | 10           | 10           | 22     | 8      | 10     | 4      | 25     | 21     | +4  |
| 2. Bundesliga     | -     | 5       | 1       | 3       | 1       | 5       | 6       | 5            | 1            | 1            | 3            | 4            | 10           | 10     | 2      | 4      | 4      | 9      | 16     | -7  |
| Coppa di Germania | -     | 4       | 2       | 2       | 0       | 3       | 1       | 3            | 3            | 0            | 0            | 13           | 4            | 7      | 5      | 2      | 0      | 16     | 5      | +11 |
| Totale            | 26    | 20      | 8       | 9       | 3       | 23      | 18      | 19           | 7            | 7            | 5            | 27           | 24           | 39     | 15     | 16     | 8      | 50     | 42     | +8  |

### Andamento in campionato
| Giornata  | 1 | 2 | 3 | 4 | 5 | 6 | 7 | 8 | 9 | 10 | 11 | 12 | 13 | 14 | 15 | 16 | 17 | 18 | 19 | 20 | 21 | 22 |
| --------- | - | - | - | - | - | - | - | - | - | -- | -- | -- | -- | -- | -- | -- | -- | -- | -- | -- | -- | -- |
| Luogo     | T | C | T | C | T | T | C | T | C | T  | C  | C  | T  | C  | T  | C  | C  | T  | C  | T  | C  | T  |
| Risultato | N | V | N | V | P | P | V | N | N | V  | P  | P  | V  | V  | N  | N  | V  | N  | N  | V  | N  | N  |
| Posizione | 6 | 4 | 4 | 3 | 4 | 5 | 4 | 5 | 4 | 3  | 4  | 7  | 5  | 5  | 4  | 4  | 4  | 5  | 4  | 3  | 4  | 2  |

Legenda:

Luogo: C = Casa; T = Trasferta. Risultato: V = Vittoria; N = Pareggio; P = Sconfitta.

### Statistiche dei giocatori
| Giocatore        | 2. Bundesliga | 2. Bundesliga | 2. Bundesliga | 2. Bundesliga | Coppa di Germania | Coppa di Germania | Coppa di Germania | Coppa di Germania | Totale   | Totale | Totale      | Totale     |
| Giocatore        | Presenze      | Reti          | Ammonizioni   | Espulsioni    | Presenze          | Reti              | Ammonizioni       | Espulsioni        | Presenze | Reti   | Ammonizioni | Espulsioni |
| ---------------- | ------------- | ------------- | ------------- | ------------- | ----------------- | ----------------- | ----------------- | ----------------- | -------- | ------ | ----------- | ---------- |
| C. Babatz        | 0             | 0             | 0             | 0             | 0                 | 0                 | 0                 | 0                 | 0        | 0      | 0           | 0          |
| S. Barbarez      | 0             | 0             | 0             | 0             | 0                 | 0                 | 0                 | 0                 | 0        | 0      | 0           | 0          |
| A. Bernd         | 4             | 0             | 1             | 0             | 1                 | 0                 | 0                 | 0                 | 5        | 0      | 1           | 0          |
| A. Breitenreiter | 12            | 1             | 0             | 0             | 3                 | 1                 | 0                 | 0                 | 15       | 2      | 0           | 0          |
| M. Ehlert        | 1             | 0             | 0             | 0             | 1                 | 0                 | 0                 | 0                 | 2        | 0      | 0           | 0          |
| O. Freund        | 10            | 0             | 0             | 1             | 4                 | 0                 | 0                 | 0                 | 14       | 0      | 0           | 1          |
| J. Friedemann    | 13            | 3             | 1             | 0             | 4                 | 0                 | 0                 | 0                 | 17       | 3      | 1           | 0          |
| M. Groth         | 12            | 3             | 0             | 0             | 5                 | 3                 | 1                 | 0                 | 17       | 6      | 1           | 0          |
| P. Grün          | 15            | 4             | 0             | 0             | 3                 | 2                 | 0                 | 0                 | 18       | 6      | 0           | 0          |
| B. Heemsoth      | 15            | 0             | 0             | 0             | 5                 | 0                 | 1                 | 0                 | 20       | 0      | 1           | 0          |
| U. Jursch        | 10            | 2             | 0             | 0             | 1                 | 0                 | 0                 | 0                 | 11       | 2      | 0           | 0          |
| J. Klütz         | 21            | 1             | 3             | 0             | 7                 | 1                 | 2                 | 0                 | 28       | 2      | 5           | 0          |
| M. Koch          | 5             | 0             | 0             | 0             | 5                 | 1                 | 0                 | 0                 | 10       | 1      | 0           | 0          |
| J. Kretzschmar   | 18            | 1             | 4             | 0             | 6                 | 2                 | 0                 | 0                 | 24       | 3      | 4           | 0          |
| M. Kuhlmey       | 10            | 0             | 3             | 0             | 4                 | 1                 | 0                 | 0                 | 14       | 1      | 3           | 0          |
| M. Schjønberg    | 20            | 0             | 3             | 0             | 6                 | 0                 | 0                 | 0                 | 26       | 0      | 3           | 0          |
| J. Sievers       | 22            | 0             | 0             | 0             | 7                 | 0                 | 1                 | 0                 | 29       | 0      | 1           | 0          |
| A. Sirocks       | 12            | 0             | 1             | 1             | 3                 | 0                 | 1                 | 0                 | 15       | 0      | 2           | 1          |
| W. Steubing      | 19            | 1             | 2             | 0             | 4                 | 1                 | 0                 | 0                 | 23       | 2      | 2           | 0          |
| A. Sundermann    | 22            | 0             | 1             | 1             | 7                 | 1                 | 1                 | 0                 | 29       | 1      | 2           | 1          |
| K. Surmann       | 15            | 4             | 1             | 0             | 5                 | 1                 | 0                 | 0                 | 20       | 5      | 1           | 0          |
| N. Weiland       | 7             | 2             | 0             | 0             | 1                 | 1                 | 0                 | 0                 | 8        | 3      | 0           | 0          |
| R. Wójcicki      | 22            | 3             | 3             | 0             | 7                 | 1                 | 2                 | 0                 | 29       | 4      | 5           | 0          |
| M. Đelmaš        | 0             | 0             | 0             | 0             | 2                 | 0                 | 2                 | 0                 | 2        | 0      | 2           | 0          |